# Министерство молодёжи и спорта Эфиопии
Министерство молодёжи и спорта Эфиопии отвечает за содействие общинного спорта в целях создания имиджа страны и способствует развитию молодёжи. Министерство тесно сотрудничает с национальными и международными партнерами.
В соответствии с реорганизацией Федеративной Демократической Республики Эфиопия и  Провозглашения № 471/2005, министерство ответственно за облегчение создания молодёжных организаций в поддержку национального развития, мониторинга и поддержки инициатив молодёжи, позволяет общественности участвовать в спорте, развитии спорта и подготовке кадров, следит за спортивной медициной и борьбой с допингом, координирует спортивные ассоциации на национальном уровне.

## Министры
| Должность                 | Имя        | Срок  |
| ------------------------- | ---------- | ----- |
| Министр молодёжи и спорта | Астер Мамо | 2006- |